# Wojciech Włodarkiewicz
Wojciech Włodarkiewicz (ur. 1959) – polski historyk, profesor nauk humanistycznych, ppłk rezerwy WP.
Absolwent Wyższej Oficerskiej Szkoły Wojsk Zmechanizowanych we Wrocławiu o kierunku politycznym. Wykładowca historii w Wojskowej Akademii Technicznej w Warszawie.
Studia  II stopnia politologiczne na Uniwersytecie Warszawskim ukończył w 1987. Doktorat obronił w 1995, a habilitację w 2001. Tytuł naukowy profesora uzyskał w 2015.
Specjalizuje się w historii najnowszej Polski i historii wojskowości. Pełni funkcję kierownika Zakładu Historii XIX i XX wieku w Instytucie Historii i Stosunków Międzynarodowych Uniwersytetu Przyrodniczo-Humanistycznego w Siedlcach oraz sekretarza Stowarzyszenia Historyków Wojskowości (wcześniej był jego wiceprzewodniczącym).

## Ważniejsze publikacje
- Obrona Lwowa 1939 (1996)
- Przedmoście rumuńskie 1939 (2001), seria Historyczne bitwy
- Radzieckie zagrożenie Rzeczypospolitej w ocenach polskich naczelnych władz wojskowych 1921–1939 (2001)
- Broń pancerna Armii Czerwonej w 1939 roku: ocena dowództwa broni pancernych Ministerstwa Spraw Wojskowych Rzeczypospolitej Polskiej (2002)
- Przed 17 września 1939 roku: radzieckie zagrożenie Rzeczypospolitej w ocenach polskich naczelnych władz wojskowych 1921–1939 (2002)
- Lwów 1939 (2003), seria Historyczne bitwy
- Polesie 1939 (2011), seria Historyczne bitwy
- Źródła do historii powszechnej XX wieku (1945–1962) (2012)
- Przed zagładą: społeczeństwo Wołynia i Małopolski Wschodniej wobec państwa polskiego (1935–1939) (2013)
- Programy radiowe dla słuchaczy polskich nadawane z Europy i Stanów Zjednoczonych w czasie II wojny światowej (2015)
- Wołyń 1939 (2016), seria Historyczne bitwy
- Małopolska Wschodnia 1939 (2020), Wydawnictwo Bellona, seria Historyczne Bitwy[3]

## Odznaczenia
- Złoty Krzyż Zasługi – 2025[4]